# Niels Baldur
Niels Baldur (27 de marzo de 1958) es un deportista danés que compitió en tiro con arco, en la modalidad de arco compuesto.
Ganó tres medallas en el Campeonato Mundial de Tiro con Arco en Sala, en los años 1995 y 1997 y tres medallas en el Campeonato Europeo de Tiro con Arco en Sala, en los años 1998 y 2000.

## Palmarés internacional
| Campeonato Mundial en Sala | Campeonato Mundial en Sala | Campeonato Mundial en Sala | Campeonato Mundial en Sala |
| Año                        | Lugar                      | Medalla                    | Prueba                     |
| -------------------------- | -------------------------- | -------------------------- | -------------------------- |
| 1995                       | Birmingham (Reino Unido)   | Medalla de plata           | Individual                 |
| 1995                       | Birmingham (Reino Unido)   | Medalla de plata           | Equipo                     |
| 1997                       | Estambul (Turquía)         | Medalla de plata           | Equipo                     |
| Campeonato Europeo en Sala |                            |                            |                            |
| Año                        | Lugar                      | Medalla                    | Prueba                     |
| 1998                       | Oldenburgo (Alemania)      | Medalla de plata           | Equipo                     |
| 2000                       | Spała (Polonia)            | Medalla de bronce          | Individual                 |
| 2000                       | Spała (Polonia)            | Medalla de bronce          | Equipo                     |